# Andrea Purica
Andrea Michelle Purica Guevara (née le 21 novembre 1995) est une athlète vénézuélienne, spécialiste du sprint.

## Biographie
Elle remporte la médaille de bronze lors des Championnats d'Amérique du Sud 2017.
Elle détient le record national du 100 mètres en 11 s 25, obtenu à Castellón de la Plana, le 4 juillet 2017.

## Palmarès
| Date | Compétition                              | Lieu           | Résultat | Épreuve   | Temps   |
| ---- | ---------------------------------------- | -------------- | -------- | --------- | ------- |
| 2014 | Championnats du monde juniors            | Eugene         | 8e       | 100 m     | 11 s 76 |
| 2014 | Championnats d'Amérique du Sud espoirs   | Montevideo     | 1re      | 100 m     | 11 s 50 |
| 2014 | Championnats d'Amérique du Sud espoirs   | Montevideo     | 2e       | 4 × 100 m | 46 s 50 |
| 2014 | Jeux d'Amérique centrale et des Caraïbes | Xalapa         | 1re      | 100 m     | 11 s 29 |
| 2014 | Jeux d'Amérique centrale et des Caraïbes | Xalapa         | 1re      | 4 × 100 m | 43 s 53 |
| 2016 | Championnats ibéro-américains            | Rio de Janeiro | 3e       | 4 × 100 m | 43 s 94 |
| 2017 | Championnats d'Amérique du Sud           | Luque          | 3e       | 100 m     | 11 s 18 |
| 2018 | Jeux d'Amérique centrale et des Caraïbes | Barranquilla   | 3e       | 100 m     | 11 s 32 |
| 2019 | Championnats d'Amérique du Sud           | Lima           | 2e       | 100 m     | 11 s 49 |
| 2019 | Championnats d'Amérique du Sud           | Lima           | 2e       | 200 m     | 23 s 37 |

## Records
| Épreuve    | Performance  | Lieu         | Date            |
| ---------- | ------------ | ------------ | --------------- |
| 100 mètres | 11 s 24 (RN) | Barranquilla | 29 juillet 2018 |